# Identikit

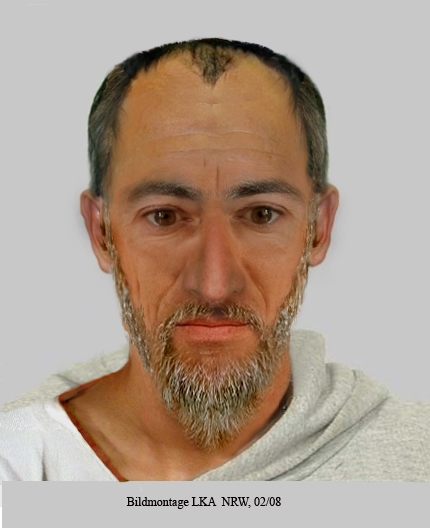
Identikit di Paolo di Tarso per la LKA (ente regionale per la lotta alla criminalità) della Renania Settentrionale-Vestfalia.

L'identikit è la procedura, in uso presso le forze di polizia di molti Stati del mondo, che consente di ricostruire, attraverso le indicazioni di testimoni oculari, i tratti del viso di individui sconosciuti, ad esempio protagonisti di episodi criminosi, o persone scomparse.
Il termine, composto dell'inglese identification "identificazione" e kit "apparecchiatura", deriva da un marchio registrato entrato nell'uso comune in italiano ma non in altre lingue: nei paesi di lingua inglese, ad esempio, si parla di facial composite, in tedesco di phantombild e in francese di portrait-robot.

## Storia
Questa tecnica cominciò ad essere usata nella seconda metà del XX secolo, a partire dagli anni cinquanta e in tale periodo le polizie dei vari stati si affidavano ad alcuni esperti ritrattisti che disegnavano le sembianze dei volti sulla base delle sole testimonianze orali, cercando di essere più verosimili possibile.
Successivamente la Smith & Wesson sviluppò un sistema consistente in una serie di circa duemila fogli di acetato proiettabili con una lavagna luminosa, ciascuno dei quali conteneva una sola variante di un elemento del viso (naso, occhi, labbra, mento, fronte, capigliatura, orecchie) o di un elemento accessorio (occhiali, barba, baffi, cicatrici). La sovrapposizione di ciascun foglio dava origine alla ricostruzione di un ritratto approssimativo della persona da identificare. Questo sistema venne brevettato come Smith & Wesson's Identikit, da cui il nome che, solo in Italia, ha finito con l'indicare l'intera procedura e, per estensione, anche le ricostruzioni che vengono poi diffuse dalla polizia per trovare una persona. 
Nell'età contemporanea qualsiasi personal computer è in grado di utilizzare programmi di grafica evoluta. Le polizie ricostruiscono i tratti somatici delle persone ricercate grazie a software che svolgono le stesse funzioni ma con maggior velocità e somiglianza alla realtà.